# جون فوكس (كاتب)
جون فوكس (بالإنجليزية: John Fox)‏ (26 مايو 1952 - 14 أغسطس 1990)؛ روائي أمريكي.